# Collegio di Glasgow North
Glasgow North è un collegio elettorale scozzese della Camera dei Comuni del Parlamento del Regno Unito. Elegge un membro del Parlamento con il sistema maggioritario a turno unico. Il rappresentante del collegio, dal 2024, è il laburista Martin Rhodes.

## Estensione
Glasgow North comprende i ward di Firhill, Hillhead, Hyndland, Kelvindale, Maryhill, North Kelvin, Partick, Summerston, Woodlands e Wyndford; è uno dei sette collegi che coprono l'area di Glasgow, e tutti sono interamente contenuti nell'area municipale.
Prima delle elezioni generali del 2005, l'area cittadina era divisa in dieci collegi, due dei quali andavano oltre i confini municipali. Il Collegio di Glasgow North comprende gran parte dell'ex Glasgow Maryhill, le sezioni centrali dell'ex Glasgow Kelvin e l'area di Kelvindale dell'ex Glasgow Anniesland.
Nel collegio di Glasgow North si trova l'Università di Glasgow, oltre a Kelvinsale e il quartiere di Summerston. L'area dell'ex collegio di Maryhill è principalmente abitata dal ceto operaio, mentre le aree di Hillhead, Hyndland e Kelvindale sono abitate principalmente dal ceto medio.

## Membri del parlamento
| Elezione | Elezione | Deputato      | Partito      |
| -------- | -------- | ------------- | ------------ |
|          | 2005     | Ann McKechin  | Laburista    |
|          | 2015     | Patrick Grady | SNP          |
|          | Giu 2022 | Patrick Grady | Indipendente |
|          | Dic 2022 | Patrick Grady | SNP          |
|          | 2024     | Martin Rhodes | Laburista    |

## Risultati elettorali

### Elezioni negli anni 2020
| Partito                    | Partito                                  | Candidato                  | Risultati 4 luglio 2024 | Risultati 4 luglio 2024 |
| Partito                    | Partito                                  | Candidato                  | Voti                    | %                       |
| -------------------------- | ---------------------------------------- | -------------------------- | ----------------------- | ----------------------- |
|                            | Laburista                                | Martin Rhodes              | 14 655                  | 42,19                   |
|                            | SNP                                      | Alison Thewliss            | 11 116                  | 32,00                   |
|                            | Verdi                                    | Iris Duane                 | 4 233                   | 12,19                   |
|                            | Reform UK                                | Helen Burns                | 1 655                   | 4,76                    |
|                            | Conservatore                             | Naveed Asghar              | 1 366                   | 3,93                    |
|                            | Liberal Democratici                      | Daniel O'Malley            | 1 142                   | 3,29                    |
|                            | Alba                                     | Nick Durie                 | 572                     | 1,65                    |
|                            |                                          |                            |                         |                         |
| Iscritti                   | Iscritti                                 | Iscritti                   | 67 579                  | 100,00                  |
| ↳ Votanti (% su iscritti)  | ↳ Votanti (% su iscritti)                | ↳ Votanti (% su iscritti)  | 34 739                  | 51,41                   |
| ↳ Astenuti (% su iscritti) | ↳ Astenuti (% su iscritti)               | ↳ Astenuti (% su iscritti) | 32 840                  | 48,59                   |
|                            |                                          |                            |                         |                         |
|                            | Esito: collegio passa da SNP a Laburista |                            |                         |                         |

### Elezioni negli anni 2010
| Partito                    | Partito                          | Candidato                  | Risultati 12 dicembre 2019 | Risultati 12 dicembre 2019 |
| Partito                    | Partito                          | Candidato                  | Voti                       | %                          |
| -------------------------- | -------------------------------- | -------------------------- | -------------------------- | -------------------------- |
|                            | SNP                              | Patrick Grady              | 16 982                     | 46,92                      |
|                            | Laburista                        | Pam Duncan-Glancy          | 11 381                     | 31,45                      |
|                            | Conservatore                     | Tony Curtis                | 3 806                      | 10,52                      |
|                            | Lib Dem                          | Andrew Chamberlain         | 2 394                      | 6,61                       |
|                            | Verdi                            | Cass McGregor              | 1 308                      | 3,61                       |
|                            | Brexit                           | Dionne Cocozza             | 320                        | 0,88                       |
|                            |                                  |                            |                            |                            |
| Iscritti                   | Iscritti                         | Iscritti                   | 57 130                     | 100,00                     |
| ↳ Votanti (% su iscritti)  | ↳ Votanti (% su iscritti)        | ↳ Votanti (% su iscritti)  | 36 191                     | 63,35                      |
| ↳ Astenuti (% su iscritti) | ↳ Astenuti (% su iscritti)       | ↳ Astenuti (% su iscritti) | 20 939                     | 36,65                      |
|                            |                                  |                            |                            |                            |
|                            | Esito: collegio confermato a SNP |                            |                            |                            |

| Partito                    | Partito                          | Candidato                  | Risultati 8 giugno 2017 | Risultati 8 giugno 2017 |
| Partito                    | Partito                          | Candidato                  | Voti                    | %                       |
| -------------------------- | -------------------------------- | -------------------------- | ----------------------- | ----------------------- |
|                            | SNP                              | Patrick Grady              | 12 597                  | 37,63                   |
|                            | Laburista                        | Pam Duncan-Glancy          | 11 537                  | 34,47                   |
|                            | Conservatore                     | Stuart Cullen              | 4 935                   | 14,74                   |
|                            | Verdi                            | Patrick Harvie             | 3 251                   | 9,71                    |
|                            | Lib Dem                          | Calum Shepherd             | 1 153                   | 3,44                    |
|                            |                                  |                            |                         |                         |
| Iscritti                   | Iscritti                         | Iscritti                   | 53 901                  | 100,00                  |
| ↳ Votanti (% su iscritti)  | ↳ Votanti (% su iscritti)        | ↳ Votanti (% su iscritti)  | 33 473                  | 62,10                   |
| ↳ Astenuti (% su iscritti) | ↳ Astenuti (% su iscritti)       | ↳ Astenuti (% su iscritti) | 20 428                  | 37,90                   |
|                            |                                  |                            |                         |                         |
|                            | Esito: collegio confermato a SNP |                            |                         |                         |

| Partito                    | Partito                                  | Candidato                  | Risultati 7 maggio 2015 | Risultati 7 maggio 2015 |
| Partito                    | Partito                                  | Candidato                  | Voti                    | %                       |
| -------------------------- | ---------------------------------------- | -------------------------- | ----------------------- | ----------------------- |
|                            | SNP                                      | Patrick Grady              | 19 610                  | 53,11                   |
|                            | Laburista                                | Ann McKechin               | 10 315                  | 27,94                   |
|                            | Conservatore                             | Lauren Hankinson           | 2 901                   | 7,86                    |
|                            | Verdi                                    | Martin Bartos              | 2 284                   | 6,19                    |
|                            | Lib Dem                                  | Jade O'Neil                | 1 012                   | 2,74                    |
|                            | UKIP                                     | Jamie Robertson            | 486                     | 1,32                    |
|                            | TUSC                                     | Angela McCormick           | 160                     | 0,43                    |
|                            | CISTA                                    | Russell Benson             | 154                     | 0,42                    |
|                            |                                          |                            |                         |                         |
| Iscritti                   | Iscritti                                 | Iscritti                   | 60 133                  | 100,00                  |
| ↳ Votanti (% su iscritti)  | ↳ Votanti (% su iscritti)                | ↳ Votanti (% su iscritti)  | 36 922                  | 61,40                   |
| ↳ Astenuti (% su iscritti) | ↳ Astenuti (% su iscritti)               | ↳ Astenuti (% su iscritti) | 23 211                  | 38,60                   |
|                            |                                          |                            |                         |                         |
|                            | Esito: collegio passa da Laburista a SNP |                            |                         |                         |

| Partito                    | Partito                                | Candidato                  | Risultati 6 maggio 2010 | Risultati 6 maggio 2010 |
| Partito                    | Partito                                | Candidato                  | Voti                    | %                       |
| -------------------------- | -------------------------------------- | -------------------------- | ----------------------- | ----------------------- |
|                            | Laburista                              | Ann McKechin               | 13 181                  | 44,74                   |
|                            | —                                      | Katy Gordon                | 9 283                   | 31,51                   |
|                            | SNP                                    | Patrick Grady              | 3 530                   | 11,98                   |
|                            | Conservatore                           | Erin Boyle                 | 2 039                   | 6,92                    |
|                            | Verdi                                  | Martin Bartos              | 947                     | 3,21                    |
|                            | BNP                                    | Thomas Main                | 196                     | 0,67                    |
|                            | TUSC                                   | Angela McCormick           | 287                     | 0,97                    |
|                            |                                        |                            |                         |                         |
| Iscritti                   | Iscritti                               | Iscritti                   | 51 411                  | 100,00                  |
| ↳ Votanti (% su iscritti)  | ↳ Votanti (% su iscritti)              | ↳ Votanti (% su iscritti)  | 29 613                  | 57,60                   |
| ↳ Astenuti (% su iscritti) | ↳ Astenuti (% su iscritti)             | ↳ Astenuti (% su iscritti) | 21 798                  | 42,40                   |
|                            |                                        |                            |                         |                         |
|                            | Esito: collegio confermato a Laburista |                            |                         |                         |

### Elezioni negli anni 2000
| Partito                    | Partito                                      | Candidato                  | Risultati 5 maggio 2005 | Risultati 5 maggio 2005 |
| Partito                    | Partito                                      | Candidato                  | Voti                    | %                       |
| -------------------------- | -------------------------------------------- | -------------------------- | ----------------------- | ----------------------- |
|                            | Laburista                                    | Ann McKechin               | 11 001                  | 39,40                   |
|                            | Lib Dem                                      | Amy Rodger                 | 7 663                   | 27,45                   |
|                            | SNP                                          | Kenneth McLean             | 3 614                   | 12,94                   |
|                            | Conservatore                                 | Brian Pope                 | 2 441                   | 8,74                    |
|                            | Verdi                                        | Martin Bartos              | 2 135                   | 7,65                    |
|                            | Socialista                                   | Nick Tarlton               | 1 067                   | 3,82                    |
|                            |                                              |                            |                         |                         |
| Iscritti                   | Iscritti                                     | Iscritti                   | 55 398                  | 100,00                  |
| ↳ Votanti (% su iscritti)  | ↳ Votanti (% su iscritti)                    | ↳ Votanti (% su iscritti)  | 27 921                  | 50,40                   |
| ↳ Astenuti (% su iscritti) | ↳ Astenuti (% su iscritti)                   | ↳ Astenuti (% su iscritti) | 27 477                  | 49,60                   |
|                            |                                              |                            |                         |                         |
|                            | Esito: collegio a Laburista (nuovo collegio) |                            |                         |                         |

## Risultati dei referendum

### Referendum sulla permanenza del Regno Unito nell'Unione europea del 2016
|        | Collegio      | Lasciare UE % | Rimanere in UE % |
| ------ | ------------- | ------------- | ---------------- |
|        | Glasgow North | 21,6%         | 78,4%            |
| Scozia | 38,0%         | 62,0%         |                  |
|        | Regno Unito   | 51,9%         | 48,1%            |